# Consiglio nazionale (Bhutan)
Il Consiglio nazionale del Bhutan (in dzongkha རྒྱལ་ཡོངས་ཚོགས་སྡེ་, Gyelyong Tshogde, in inglese National Council of Bhutan) è la camera alta del Parlamento del Bhutan. L’altra è l’Assemblea nazionale.

## Composizione e poteri
Il Consiglio è composto da 25 consiglieri, aventi mandato quinquennale. Nello specifico, 20 sono direttamente eletti, mentre 5 sono nominati dal Druk Gyalpo.